# Віктор Бернардес
Віктор Бернардес (ісп. Víctor Bernárdez, нар. 24 травня 1982, Ла-Сейба) — гондураський футболіст, захисник американського клубу «Сан-Хосе Ерзквейкс» та національної збірної Гондурасу.

## Клубна кар'єра
У дорослому футболі дебютував 2000 року виступами за команду клубу «Мотагуа», в якій провів вісім сезонів, взявши участь у 62 матчах чемпіонату.
Привернувшу увагу представників тренерського штабу бельгійського «Андерлехта», приєднався до цього клубу 2009 року. Відіграв за команду з Андерлехта наступні два сезони своєї ігрової кар'єри.
2011 року грав на умовах оренди у складі бельгійського «Льєрса» та мексиканського «Індіос».
До складу представника американської ліги MLS «Сан-Хосе Ерзквейкс» приєднався 28 грудня 2011 року.

## Виступи за збірну
2004 року дебютував в офіційних матчах у складі національної збірної Гондурасу. Наразі провів у формі головної команди країни 74 матчі, забивши 4 голи.
У складі збірної був учасником чемпіонату світу 2010 року у ПАР, розіграшу Золотого кубка КОНКАКАФ 2011 року у США.
Включений до складу збірної для участі у фінальній частині чемпіонату світу 2014 року у Бразилії.